# Quartet pour le Moyen-Orient
Le Quartet pour le Moyen-Orient, aussi appelé Quatuor pour le Moyen-Orient, Quartet diplomatique ou plus simplement Quartet, est un groupe formé de quatre États et organisations nationales et internationales décidé à réaliser une médiation dans le processus de paix israélo-palestinien. Le Quartet est composé des États-Unis d'Amérique, de la Russie, de l'Union européenne et des Nations unies. John N. Clarke est l'envoyé spécial du Quartet à partir de mai 2021.

## Histoire
Le groupe est nommé en 2002, en réponse à l'escalade du conflit au Moyen-Orient. La création du Quartet fait suite à la déclaration conjointe des membres qui préfigurent le Quartet datant de février 2002 et appelant à une sortie de crise programmée entre Israël et la Palestine, et s'inscrit dans le discours du 24 juin 2002 du président américain George W. Bush où il change sa position vis-à-vis de l'État d'Israël et incite à suivre le plan Mitchell,.
En 2003, le Quartet publie la Feuille de route pour la paix qui vise la reconnaissance par Israël d'un État palestinien autonome, et l'arrêt par la Palestine des attentats contre l'État israélien. La feuille de route a été transmise le 30 avril 2003 au gouvernement israélien et à l'Autorité palestinienne.
James Wolfensohn, l'ancien président de la Banque mondiale, était l'envoyé spécial du Quartet pour le désengagement unilatéral israélien de la bande de Gaza entre mai 2005 et avril 2006. L'envoyé spécial était chargé par le Quartet de diriger, superviser et coordonner les efforts de la communauté internationale destinés à soutenir l'initiative de désengagement. En mai 2006, la Chine exprime son soutien aux démarches entreprises par le Quartet pour le Moyen-Orient.
Le 27 juin 2007, Tony Blair annonça avoir accepté le poste d'envoyé officiel du Quartet, le jour même où il démissionna de ceux de Premier ministre du Royaume-Uni et Membre du parlement. Ceci eut lieu après que des réserves furent émises par la Russie dues à des relations glaciales entre le Royaume-Uni et la Russie, exaspérées par les efforts de l'ancien premier ministre pour obtenir l'extradition d'Andreï Lougovoï pour le meurtre d'un ex-espion du KGB à Londres, Alexandre Litvinenko. L'ONU a néanmoins, vigoureusement soutenu Tony Blair comme étant l'homme adéquat pour ce travail. En novembre 2007, le Quartet organise des pourparlers israélo-palestiniens aux États-Unis afin de concrétiser son projet d'État palestinien à la fin 2008.
En 2009, un rapport livré au Sénat et mené par Jean François-Poncet critique dans les faits un Quartet jugé inopérant.
En 2010, un conflit diplomatique émerge entre les États-Unis et Israël au sujet de la construction de 1600 logements lancée dans une zone sensible de Jérusalem-Est alors que le vice-président Joe Biden est en visite pour échanger sur le sujet. Le Quartet s'est alors prononcé en faveur du camp américain en déclarant ne pas reconnaître l'annexion par Israël de Jérusalem-Est
En octobre 2015, le premier ministre Benyamin Netanyahou annule la visite prévue par le Quartet en Israël.
En juillet 2016, le Quartet publie un rapport sur le conflit israélo-palestinien qui encourage Israël à décoloniser certaines régions, et l'État palestinien à réduire ses frappes armées. L'éditorialiste Alexandra Schwartzbrod publie sur Libération un article critiquant l'inutilité du rapport et de ses conclusions.

## Membres et représentants
- Organisation des Nations unies — secrétaire général Ban Ki-moon
- Union européenne — haut représentant de l'Union pour les affaires étrangères et la politique de sécurité, Federica Mogherini
- Fédération de Russie — ministre des Affaires étrangères, Sergueï Lavrov
- États-Unis — secrétaire d'État, Condoleeza Rice
- Envoyé spécial : Tony Blair

L'Union européenne est le seul membre de la délégation qui n'est pas également directement présent au Conseil de sécurité des Nations unies.